# ホーセス
『ホーセス』(Horses) は、アメリカ合衆国のシンガーソングライター、パティ・スミスが1975年に発表した初のスタジオ・アルバム。スミスはCBGBを拠点に活動していた初期ニューヨーク・パンクのアーティストとしては最初にレコード・レーベルとの契約を得て、本作をリリースした。

## 背景
プロデューサーは元ヴェルヴェット・アンダーグラウンドのジョン・ケイルが務めた。ジャケットの写真は、スミスとルームメイトだったこともあるロバート・メイプルソープが撮影した。スミスと親交の深かったトム・ヴァーレイン（テレヴィジョン）やアラン・レイニア（ブルー・オイスター・カルト）が、ソングライティングや演奏で参加。
「グローリア」はゼムのカヴァーで、スミスのオリジナル曲「In Excelsis Deo」とのメドレーになっている。｢グローリア」が1976年にシングル・カットされた際、B面に収録されたザ・フーのカヴァー「マイ・ジェネレーション」は1976年1月26日のライヴ音源で、この曲のプロデュースはアラン・レイニアによる。1996年に発売されたリマスターCDでは、この「マイ・ジェネレーション」がボーナス・トラックとして追加収録された。

## 評価・影響
2006年7月16日付の『オブザーバー』紙に掲載された「The 50 albums that changed music」では7位にランク・インしており、「本作がなければR.E.M.もPJ ハーヴェイもレイザーライトもなく、マドンナ等のパワフルな女性ポップ・アイコンも現れなかった」と評された。また、アメリカのデジタル音楽誌『ペースト』が2012年に選出した「The 70 Best Albums of the 1970s」では29位にランク・インした。また、2020年に『ローリング・ストーン』誌が大規模なアンケートで選出したオールタイム・グレイテスト・アルバム500改訂版では26位にランクインしている。
アメリカ議会図書館は、2010年に本作を全米録音資料登録簿に認定した。
本作は後世のミュージシャンに与えた影響も大きい。例えば、U2のボノは自分に大きな影響を与えたアルバムとして本作を挙げており、また、本作はR.E.M.のマイケル・スタイプの人生を変えたアルバムとしても知られている。

## レガシー・エディション
2005年6月25日、ロンドンのロイヤル・アルバート・ホールで本作の再現ライヴが行われ、オリジナル盤にも参加したトム・ヴァーレインのゲスト参加に加えて、レッド・ホット・チリ・ペッパーズのフリーがベースとトランペットを演奏した。この時のライヴ音源は、同年に発売された本作の『レガシー・エディション』のディスク2に収録されている。

## 収録曲
Side 1
1. グローリア "Gloria" – 5:57
  - "In Excelsis Deo" (Patti Smith)
  - "Gloria" (Van Morrison)
2. レドンド・ビーチ "Redondo Beach" (P. Smith, Lenny Kaye, Richard Sohl) – 3:26
3. バードランド "Birdland" (P. Smith, L. Kaye, R. Sohl, Ivan Kral) – 9:15
4. フリー・マネー "Free Money" (P. Smith, L. Kaye) – 3:52

Side 2
1. キンバリー "Kimberly" (P. Smith, I. Kral, Allen Lanier) – 4:27
2. ブレイク・イット・アップ "Break It Up" (P. Smith, Tom Verlaine) – 4:04
3. ランド "Land" – 9:25
  - "Horses" (P. Smith)
  - "Land of a Thousand Dances" (Chris Kenner)
  - "La Mer (De)" (P. Smith)
4. エレジー "Elegie" (P. Smith, A. Lanier) – 2:57

### リマスターCDボーナス・トラック
1. マイ・ジェネレーション "My Generation" (Pete Townshend) – 3:16

## 参加ミュージシャン
- パティ・スミス - ボーカル、ギター
- レニー・ケイ - リードギター、ボーカル
- アイヴァン・クラール - ベース、ギター、ボーカル
- リチャード・ソール - ピアノ
- ジェイ・ディ・ドゥーティー - ドラムス

アディショナル・ミュージシャン
- トム・ヴァーレイン - ギター (B2)
- アラン・レイニア - ギター (B4)

## 他メディアでの使用例
本作収録の「グローリア」は、「In Excelsis Deo」のパートも含めて映画『ワンダーランド』（2003年公開）のサウンドトラックで使用された。

## カヴァー
- レドンド・ビーチ
  - モリッシー - ライヴ・アルバム『ライヴ・アット・アールズ・コート』（2005年）に収録。
- フリー・マネー
  - サミー・ヘイガー - アルバム『Sammy Hagar』（1977年）に収録[13]。
  - ザ・ウォークアバウツ（英語版） - アルバム『Satisfied Mind』（1993年）に収録[14]。